# 叶有伟
叶有伟（1952年—），浙江宁海人，汉族，中华人民共和国政治人物、第十一届全国人民代表大会江苏地区代表。
毕业于江苏广播电视大学企业管理专业，是中共党员。担任江苏恒顺集团有限公司党委书记、董事长。2008年起担任全国人大代表。